# Aríon de Lesbos
Aríon (grec antic: Αρίων) va ser un músic i poeta de la mitologia grega. Era nascut a Metimna (Lesbos) i establert a Corint, i els antics el situaven al segle vii aC.
Segons la llegenda, va obtenir permís del seu amo Periandre, tirà de Corint, per recórrer la Magna Grècia i Sicília per guanyar diners cantant. Participà a Sicília en un certamen poètic, en el qual obtingué el primer premi. En el viatge de tornada, els mariners que el duien es posaren d'acord per robar-li el que havia guanyat i després llançar-lo al mar. Apol·lo se li va aparèixer en un somni, vestit de citarista, i el va advertir que es protegís contra els enemics, i li va prometre el seu ajut. Quan Aríon va ser atacat pels mariners, els pregà que abans el deixessin cantar per darrera vegada; hi accediren, i mentre cantava s'acostaren a la nau uns dofins enviats per Apol·lo. Llavors, confiant en el déu, saltà per la borda i un dels dofins el recollí i se l'emportà nedant fins a terra, on, quan va arribar, va oferir un sacrifici a Apol·lo i marxà cap a Corint. Allà explicà al tirà Periandre el que li havia passat. Quan la nau va arribar a port, Periandre va demanar als mariners on era Aríon. Ells van respondre que s'havia ofegat durant el viatge, però Aríon es va presentar i els mariners van ser executats. Apol·lo, en memòria dels fets, va transformar en constel·lacions la lira d'Aríon i el dofí que el va salvar.

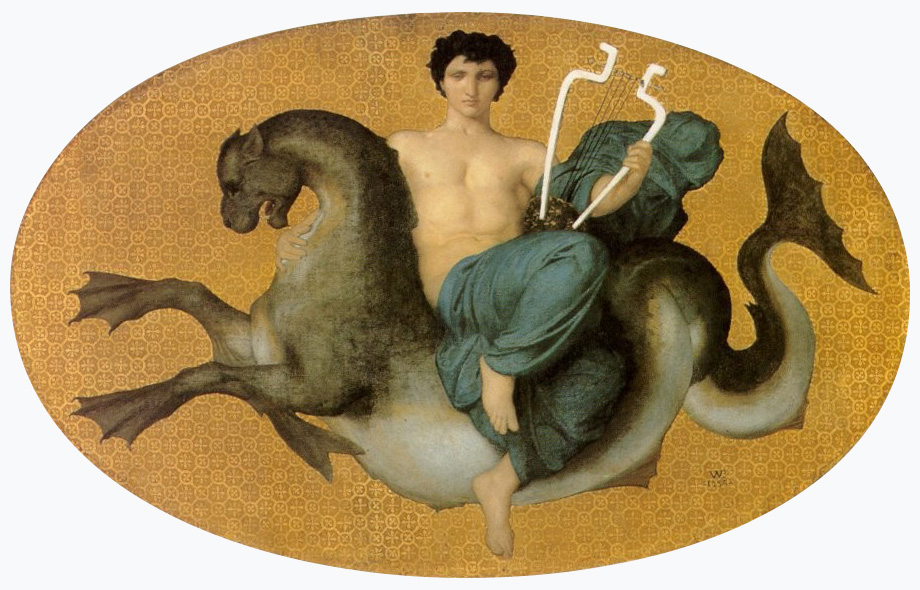
Aríon sobre el dofí, per William-Adolphe Bouguereau (1855)

En temps d'Heròdot i Pausànies hi havia un monument al Tènar dedicat a Aríon, construït probablement per ordre de Periandre. Es considera que Aríon va ser l'inventor de la poesia ditiràmbica i del terme ditiràmbic.